# Cratere Liliya
Liliya  è un cratere sulla superficie di Venere.